# Escharoides falcifera
Escharoides falcifera är en mossdjursart som beskrevs av Jean-Loup d'Hondt 1986. Escharoides falcifera ingår i släktet Escharoides och familjen Exochellidae. Inga underarter finns listade i Catalogue of Life.